# بولشایا اوکا
بولشایا اوکا (به لاتین: Bolshaya Oka) یک منطقهٔ مسکونی در روسیه است که در باشقیرستان واقع شده‌است.